# Pardosa lombokibia
Pardosa lombokibia este o specie de păianjeni din genul Pardosa, familia Lycosidae. A fost descrisă pentru prima dată de Strand, 1915. Conform Catalogue of Life specia Pardosa lombokibia nu are subspecii cunoscute.